# مارجوري نيكولز
مارجوري نيكولز (بالإنجليزية: Marjory Nicholls)‏ (29 يوليو 1890 - 1 أكتوبر 1930)؛ كاتِبة وشاعرة نيوزيلندية. درست في جامعة فيكتوريا.